# Kamnik
Kámnik (, v Kamniku) je mesto na Gorenjskem v Republiki Sloveniji. S približno 14.000 prebivalci predstavlja središče istoimenske Občine Kamnik.
Staro mesto Kamnik je upravno, kulturno, turistično in industrijsko središče pod južnimi obronki kamniških Alp. Mesto se je razvilo na robu kotline ob izhodu reke Kamniške Bistrice iz ozke doline. Tu je tudi stičišče cest med Ljubljansko kotlino preko prelaza Kozjak v Celjsko kotlino ali pa preko prelaza Črnivec v Zgornje Savinjsko dolino ter poti, ki potekajo vzdolž obronkov Karavank in Kamniških Alp z zahoda. V mestu se zlivata reki Nevljica in Kamniška Bistrica; vse do njunega sotočja pa sega ozemlje severnega predmestnega naselja Mekinje, skupaj z Vrhpoljem, Nevljami, Podgorjem idr. sosednjimi kraji, ki tvorijo sklenjeno urbano poselitev, pa šteje Kamnik več kot 20.000 ljudi.
Kamnik ima poleg starega mestnega jedra več predelov: Šutna, Zaprice, Novi trg, Žale, Fužine, Jeranovo, Perovo ter Bakovnik in Duplica, ki se nadaljujejo s Šmarco in Nožicami na jugu.
Najpomembnejši izobraževalni ustanovi v mestu sta Gimnazija in srednja šola Rudolfa Maistra Kamnik ter Knjižnica Franceta Balantiča Kamnik, kulturna pa Dom kulture Kamnik.

## Zgodovina
Kraj Kamnik, omenjen leta 1061, je konec 12. stoletja postal trg in leta 1229 mesto. Tu so bavarski grofje Andeški kovali denar. V 13. stoletju so mesto obzidali in postavili več stolpov. Nekaj časa je bil Kamnik glavno mesto dežele Kranjske, pozneje pa poleg Ljubljane najvplivnejše deželno mesto. Imel je razvito kovaško in nožarsko obrt ter valjalnico sukna; od 14. stoletja je bil sedež deželnega sodišča. Kot srednjeveško trgovsko središče je začel propadati v 17. stol., ko so opustili prometno pot po Tuhinjski dolini; mesto so prizadeli potres in požari. V času Ilirskih provinc je oživela obrt, v drugi polovici 19. stol. se je začela razvijati industrija. Leta 1853 je bila ustanovljena smodnišnica, 1857 je začela delati cementarna v Mekinjah in leta 1896 tovarna kovinskih izdelkov Špalek. Po izgradnji železniške proge Ljubljana-Kamnik leta 1891 se je mesto uveljavilo kot klimatsko zdravilišče po Kneippovem načinu zdravljenja.
Med vojnama se je močno razvila zlasti industrija: nastale so tri tovarne za predelavo lesa; najbolj znana je bila pohištvena tovarna Stol, razvila se je smodnišnica, na novo so začele delati tovarne kovinskih izdelkov Titan, Usnjarna Kamnik, tovarna gorčice in konzerv Eta ter tekstilna tovarna Svilanit. V samostojni Sloveniji je industrija stagnirala. Več tovarn so zaprli.

## Turizem
Konec 19. stoletja je staro mesto postalo pomembno kot kraj, kamor od vsepovsod prihajajo ljubitelji narave in planinstva. Obiskovalci ga poznajo kot izhodišče za izlete. Marsikdo se ob Kamniški Bistrici po ledeniško preoblikovani dolini poda proti njenemu izviru v osrčju Kamniško-Savinjskih Alp. Ob reki vodi Koželjeva pot, ki vodi tudi mimo znamenite soteske Predaselj. Kamniška Bistrica privablja sprehajalce, planince, lovce in ribiče. Med kamniškimi vrhovi je najbolj obiskana Velika planina, na katero pelje nihalka, pešpot pa vodi mimo cerkve svetega Primoža, ki slovi po čudovitih renesančnih freskah, in pastirskih koč. V poletnih mesecih planina ponuja možnosti za sprehode in srečanje z življenjem pastirjev, pozimi pa omogoča tudi smuko. Južno ob toku Kamniške Bistrice pot pripelje v Arboretum Volčji Potok. V njem je baročni park z ribniki, nasadi raznovrstnega cvetja in več kot 3000 vrstami dreves ter grmov z vsega sveta. Vzhodno od Kamnika se razteza 25 km dolga Tuhinjska dolina, ki je bila pomembna srednjeveška povezava med Trstom in Dunajem. Ob izviru termalne vode so zrasle Terme Snovik, ki so si prislužile ekomarjetico za energetsko prijazno ravnanje z okoljem.

### Turistično informacijski center
Turistično informacijski center se nahaja na Glavnem trgu 2 v Kamniku. Tukaj se nahajajo vse aktualne informacije iz Kamnika in okolice. Dobijo se lahko promocijski materiali, raznorazni spominki ter knjige. TIC Kamnik v ožjem mestnem jedru nudi tudi brezplačno internetno povezavo. Zavod za turizem, šport in kulturo Kamnik organizira tudi vodene oglede in izlete za različne ciljne skupine.

### Znamenitosti
Kamnik velja za eno najlepših in najstarejših srednjeveških mest v Sloveniji. Leži v naročju Kamniško-Savinjskih Alp in se lahko pohvali s številnimi kulturnimi in sakralnimi spomeniki. Nadvse privlačna pa je tudi okolica: edinstvena Velika planina z najstarejše ohranjenim pastirskim naseljem, zelena Tuhinjska dolina z najvišje ležečimi termami (Snovik) v Sloveniji, Tunjice z Naravnim zdravilnim gajem, park v Arboretumu Volčji Potok ter Golf Arboretum. Oglejte si tudi ostale kulturne in naravne znamenitosti.

#### Naravne znamenitosti v okolici Kamnika
- Kamniško-Savinjske Alpe
- Dolina Kamniške Bistrice
- Velika planina

### Kulturne znamenitosti

##### Kulturna dediščina
- Kapela na Malem Gradu z zvonom sv. Roka
- Budnarjeva muzejska hiša
- Preskarjeva bajta
- Lectarjeva hiša in svečarstvo Stele
- Smoletov gradič

##### Galerije, muzeji
- Dvorec/Grad Zaprice - Medobčinski muzej Kamnik (vključuje Muzej na prostem Zaprice)
- Rojstna hiša Rudolfa Maistra
- Sadnikarjev muzej
- Galerija Miha Maleš
- Galerija Majolka
- Galerija DIKA
- Muzej pritlikavega nosoroga v Motniku

##### Spomeniki
- Spomenik Rudolfi Maistru
- Spomenik osvoboditve
- Spomenik žrtvam 1. svetovne vojne
- Skeletno grobišče na Žalah
- Spomenik Francetu Balantiču na Žalah
- Park s prangerjem v Motniku

##### Sakralna dediščina
- Cerkev Marijinega brezmadežnega spočetja
- Cerkveni stolp Šutna
- Frančiškanski samostan s knjižnico
- Kapela Božjega groba
- Cerkev Marijine in Jožefove zaroke
- Cerkev sv. Ane v Tunjicah
- Kapela Marije Snežne na Veliki planini,
- Uršulinski samostan v Mekinjah
- Marijina kapelica na Županjih Njivah
- Cerkev sv. Primoža in Felicijana na Sv. Primožu nad Kamnikom,
- Cerkev sv. Miklavža na Gori nad Šmartnim v Tuhinju
- Sv. Florjan v Zakalu
- Cerkev sv. Benedikta v Stranjah

## Kamniška Bistrica
Kamniška Bistrica je levi pritok Save, ki se vanjo izliva pod Beričevim pri Ljubljani. Izvira na južnem vznožju Kamniško-Savinjskih Alp na višini 590 metrov in teče pretežno po apnenčastem ozemlju Bistriške ravnine. Dolga je 32,8 kilometra, njeno porečje pa obsega 535 km², povprečni pretok znaša 20,9 m³/sek.
Med naravnimi znamenitostmi izstopajo do 20 metrov globoka korita Malega in Velikega Predoslja, ki sta nastala zaradi hitrega vrezovanja reke v apnenec.

### Gospodarsko izkoriščanje
Na Kamniški Bistrici in njenih Mlinščicah je bila nekdaj močno razvita obrt (kovaška, žebljarska in usnjarska ter mnogi mlini in žage). Danes obratuje le še Kraljev mlin v Radomljah in pa tri manjše vodne elektrarne. Bistrica je v zgornjem toku še bogata z ribami, v spodnje toku pa je zaradi onesnaženosti osiromašena.

### Večji pritoki
Črna v Stahovici in Nevljica v Kamniku z leve ter Pšata z desne strani. V Bistrico se na levi strani izliva še kanal Radomeljske Mlinščice in na desni homška Mlinščica.

## Arboretum Volčji Potok
Arboretum pomeni zbirko dreves in grmov, ki je namenjena izobraževanju in raziskovanju. Arboretum v Volčjem Potoku je v osnovi botanični vrt za lesnate rastline, edini tovrstni v Sloveniji. Nahaja se nekaj kilometrov južno od mesta Kamnik v Volčjem Potoku.
Posebnost Arboretuma je, da je bil že od začetka oblikovan kot park, ki je namenjen javnosti. Njegovi ustvarjalci so zbirke rastlin uporabili kot gradivo za raznolike parkovne prizore. Drevnino so izbirali po njeni okrasni vrednosti in uporabnosti na vrtu in v parku. Arboretum je spomenik državnega pomena.

## Rojeni v Kamniku
- Rudolf Maister, slovenski general in pesnik
- Ivan Vavpotič, slikar in avtor prvih jugoslovanskih znamk
- Jurij Japelj, slovenski pisatelj in preporoditelj
- Anton Medved, pesnik
- Radivoj Peterlin-Petruška, pesnik in popotnik
- Hubert Bergant, orglavec
- Fortunat Bergant, slikar
- Marija Vera, gledališka igralka
- Jurij Starovašnik, zdravnik
- Franc Pirc, misijonar
- Fran Albreht, književnik
- Samo Vremšak, pevec, skladatelj, zborovodja
- Miha Maleš, slikar
- Maks Koželj, slikar
- Anton Koželj, slikar
- Marjan Marinc, pisatelj, dramatik, gledališki igralec, režiser in urednik
- Mitja Rotovnik, kulturni menedžer in organizator

## Znani Kamničani
- Fortunat Bergant (1721 - 1769), slikar
- oče Marko Pohlin (1735 - 1801), duhovnik in jezikoslovec
- Jurij Japelj (1744 - 1807), duhovnik in prevajalec
- Jurij Starovašnik (1748 - 1792), zdravnik
- Josip Nikolaj Sadnikar (1863 - 1952), veterinar in zbiratelj umetnin
- Felicita Kalinšek (1865 - 1937), redovnica in avtorica Slovenske kuharice
- Anton Koželj (1874 - 1954), slikar in ilustrator
- Rudolf Maister (1874 - 1934), prvi slovenski general
- Ivan Vaupotič (1877 - 1943), slikar
- Marija Vera (1881 - 1954), gledališka igralka in režiserka
- Maks Koželj (1883 - 1956), slikar
- Fran Albreht (1889 - 1963), književnik, partizan in prvoborec
- Bojan Kraut (1908 - 1991), strojni inženir, profesor in avtor Strojniškega priročnika
- Franjo Lipovec (1913 - 1960), ustanovitelj in prvi direktor tovarne Svilanit Kamnik
- Tone Cerer (1916 - 2006), plavalec
- Emilijan Cevc (1920 - 2006), slovenski umetnostni zgodovinar in akademik
- Marjan Marinc (1921 - 1990), operni režiser in urednik radijskih iger
- Franc Balantič (1921 - 1943), pesnik
- Janez Boljka (1931 - 2013), kipar, grafik, slikar
- Marko Žerovnik (1932 -), geograf in kartograf, ravnatelj, potopisec, pisatelj in pesnik
- Hubert Bergant (1934 - 1999), organist, pianist in pedagog
- Mitja Rotovnik (1942 -), kulturni menedžer
- Dušan Lipovec (1952 - 2005), slikar in publicist, sin Franja Lipovca
- Nataša Pirc Musar (1968 -), pravnica
- Marjan Šarec (1977 -), igralec in politik

## Partnerske občine
- Gendringen (Nizozemska)
- Andechs (Nemčija)
- Ennigerloh (Nemčija)
- Trofaiach (Avstrija)
- Kerns (Švica)

## Galerija
- Trg Svobode
- Šutna
- Festival Narodne noše - Tekmovanje harmonikarjev
- Kamnik - Šutna
- Rov pod Malim gradom
- Kamfest - festival z razgledom]
- Frančiškanski samostan